# Привалово (Нижегородская область)
Привалово — деревня в Городецком районе Нижегородской области. Входит в состав Бриляковского сельсовета.

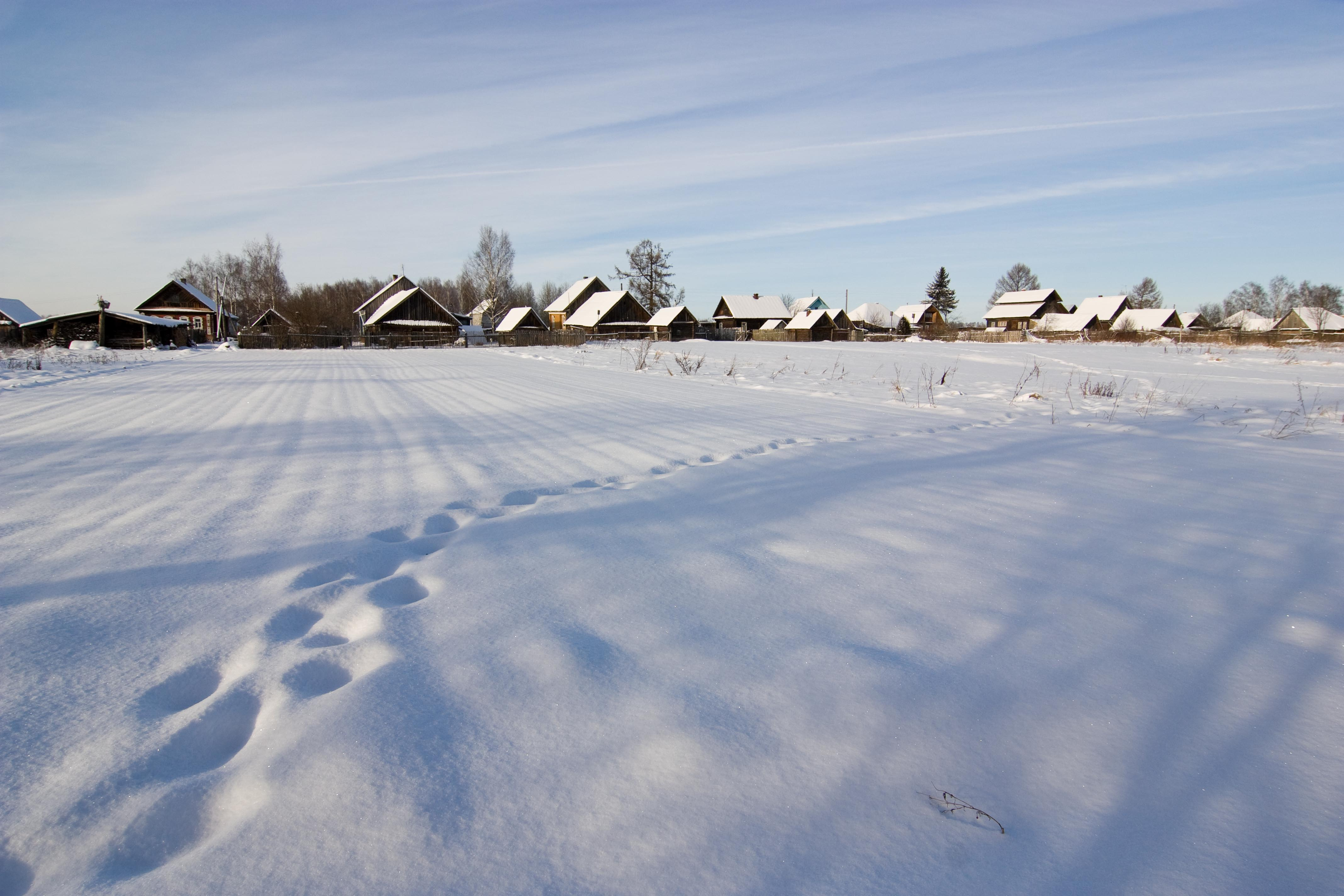
Привалово зимой. Вид со дворов.

Деревня располагается на правом берегу реки Узолы.